# Scaphyglottis longicaulis
Scaphyglottis longicaulis är en orkidéart som beskrevs av Sereno Watson. Scaphyglottis longicaulis ingår i släktet Scaphyglottis och familjen orkidéer. Inga underarter finns listade i Catalogue of Life.